# Litoria tyleri
Espèce
Statut de conservation UICN

 LC  : Préoccupation mineure
Litoria tyleri est une espèce d'amphibiens de la famille des Pelodryadidae.

## Répartition

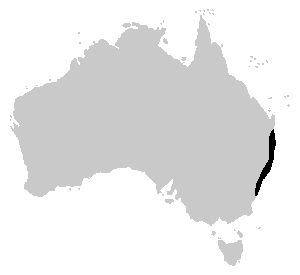
Distribution de Litoria tyleri

Cette espèce est endémique d'Australie. Elle se rencontre le long de la côte orientale du Sud-Est du Queensland jusqu'au Sud de la Nouvelle-Galles du Sud. La zone de répartition de l'espèce est d'environ 73 000 km2. 

## Description

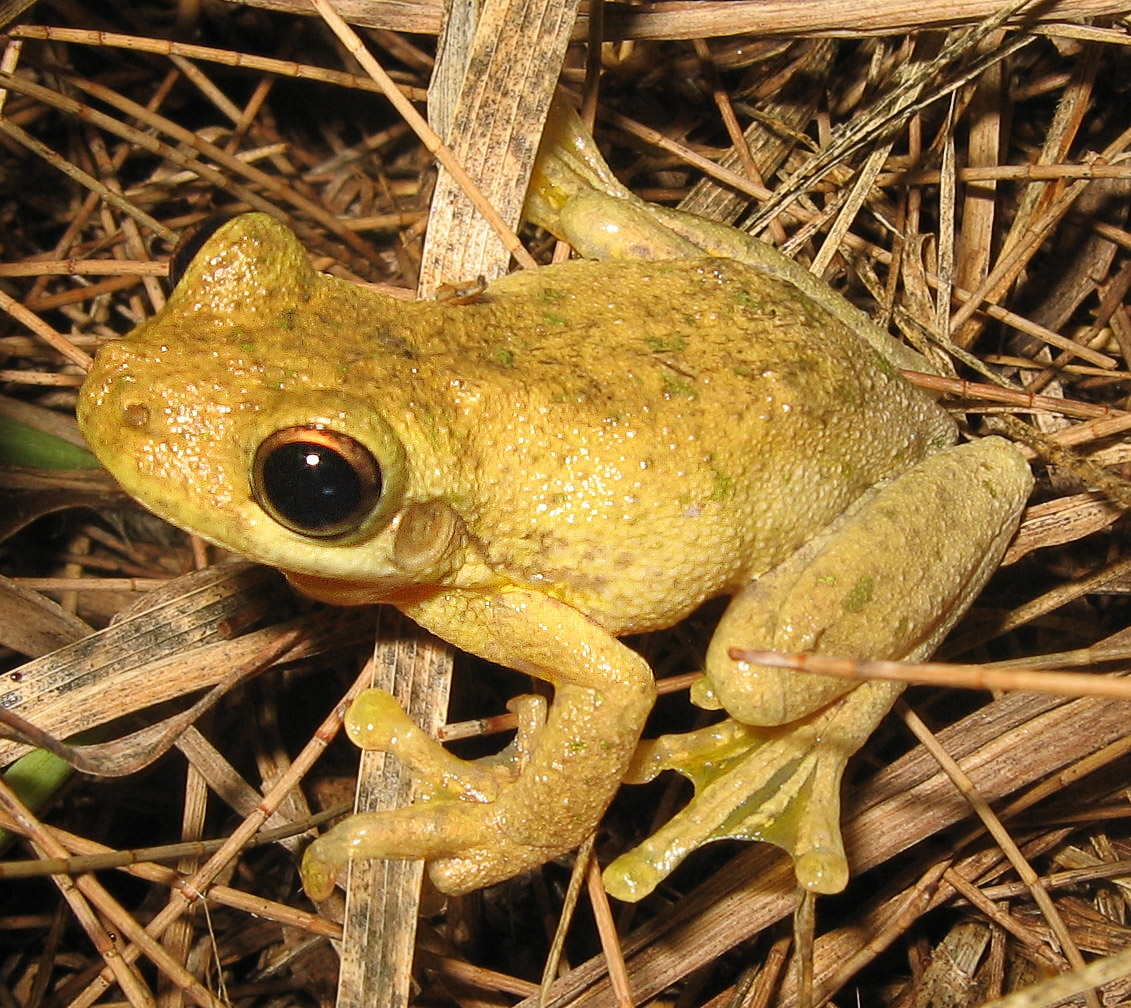
Litoria tyleri.

Les mâles mesurent de 43 à 48 mm et les femelles de 46 à 48 mm. Cette grenouille est gris-brun à fauve (de diverses teintes) sur sa surface dorsale, et d'un jaune blanchâtre sur sa surface ventrale. Les femelles sont plus grandes que les mâles et atteignent une taille maximale d'environ 50 mm. Elle a des mouchetures vertes sur le dos. L'iris est de couleur dorée et présente des pupilles en forme de croix. 
Cette espèce est très similaire à la rainette de Peron (Litoria peronii). Le moyen le plus simple de les distinguer est de les appeler, mais L. peronii présente de fortes marbrures noires et jaunes sur les cuisses, les aisselles, les mains et les pieds. Le L. tyleri ne présente qu'une faible marbrure jaune et marron aux jambes et aux aisselles, et aucune marbrure aux mains et aux pieds. Cette espèce n'a pas de ligne noire marquée au-dessus du tympan, cette ligne est présente chez L. peronii. 
Comme il s'agit d'une grenouille arboricole, les coussinets des orteils sont plus grands que ses doigts et ses orteils, ce qui lui permet de bien s'accrocher aux branches. Ses mains sont partiellement palmées, ses orteils sont complètement palmés et le tympan est visible. Pendant la reproduction, les mâles peuvent prendre une très forte coloration jaune.

## Étymologie
Cette espèce est nommée tyleri en l'honneur de Michael James Tyler, un herpétologiste australien.

## Écologie et comportement
Les œufs sont pondus en petits groupes ou individuellement et sont attachés à des brindilles ou à la végétation sous la surface de l'eau dans les barrages, les étangs et les marécages. Les têtards peuvent atteindre une longueur totale de 8 cm et sont de couleur dorée, avec trois bandes longitudinales plus foncées. Ils restent souvent au fond des plans d'eau et mettent environ deux mois et demi à se transformer en grenouilles. Se reproduit du printemps à l'été.

## Publication originale
- Martin, Watson, Gartside, Littlejohn & Loftus-Hills, 1979 : A new species of the Litoria peronii complex (Anura: Hylidae) from eastern Australia. Proceedings of the Linnean Society of New South Wales, vol. 103, p. 23-35 (texte intégral).